# 353189 Iasus
353189 Iasus è un asteroide troiano di Giove del campo greco. Scoperto nel 2009, presenta un'orbita caratterizzata da un semiasse maggiore pari a 5,2313695 UA e da un'eccentricità di 0,1582991, inclinata di 14,72596° rispetto all'eclittica.
L'asteroide è dedicato al capo acheo Iaso.